# Christofer Günther
Christer Günther var Linköpings första boktryckare åren 1636–1654. Günther flyttade in från Kalmar.